# Utande
Utande község Spanyolországban, Guadalajara tartományban. Utande Gajanejos és Villanueva de Argecilla községekkel határos. Lakosainak száma 31 fő (2024).

## Népesség
A település népessége az utóbbi években az alábbiak szerint változott:
| Lakosok száma | 59   | 53   | 51   | 50   | 48   | 38   | 34   | 31   | 37   | 31   |
|               | 2001 | 2004 | 2006 | 2009 | 2011 | 2014 | 2016 | 2019 | 2021 | 2024 |